# Rat i mir
Rat i mir (rus. Война и мир) epski je roman Lava Nikolajeviča Tolstoja objavljen između 1865. i 1869. Prikazuje rusko društvo tijekom Napoleonovog razdoblja. Smatra se jednim od dva Tolstojeva remek-djela uz Anu Karenjinu te je jedan od najvećih romana u povijesti književnosti.
Roman se bavi životom nekoliko aristokratskih ruskih obitelji: Bezuhov, Bolkonski i Rostov te njihovim sudjelovanjem u povijesnom razdoblju od 1805. do 1813. godine, posebno u vrijeme Napoleonove invazije na Rusiju. Tekst je podijeljen u četiri knjige (petnaest dijelova) i dva epiloga. Prve dvije trećine romana sadrže čistu fikciju, dok u drugim dijelovima pisac piše i o politici, povijesti i historiografiji. 2003., BBC je objavio popis 21 najomiljenije knjige u Britaniji, zasnovano na glasovima 140.000 čitatelja, a među njima se našao i Rat i mir. Našao se i na popisu 100 najboljih knjiga Britanije. Iako je roman hvaljen, Gustave Flaubert i Henry James su kritizirali Tolstoja zboga preširokih "povijesnih eseja", koje su smatrali nebitnim i "anti-književnim".
Roman je filmski ekraniziran nekoliko puta. Najpoznatiji inačice su: američki Rat i mir iz 1956. i ruski Rat i mir iz 1968. Ruska verzija je najskuplji film svih vremena, drugi film s najviše statista na ekranu (navodno preko 100.000 u scenama Napoleonovih osvajanja), iza Attenboroughova epa Gandhi te s trajanjem od 8 sati, istodobno i jedan od najdužih filmova svih vremena. Najnovija filmska verzija je talijanska mini-serija iz 2007. pod istim nazivom.

## Radnja

### Prva knjiga
Ljeto, 1805., Petrograd. Dama Ana Pavlovna Šerer razgovara s knezom Vasilijem Kuraginom o Napoleonu i kako je pripojio Genovešku republiku Francuskoj a republiku Luccu u vlast dao sestri Elisi. Aleksandar I., ruski car, uključen je koaliciju protiv Napoleona, a koju su tvorile (uz Rusiju) Švedska, Austrija, Engleska i Hannover. Prijatelji Pjer i Andrej Bolkonski podržavaju Napoleona i njegove revolucionarne ideje, čime ulaze u verbalni sukob s rojalistom Mortemartom. Javlja se i Ana Mihajlovna Drubecka, koja pokušava oportunizmom dovesti svog sina Borisa na viši društveni položaj. Kada grof Bezuhov umre, Pjer se iznenadi da je sve imanje ostavio njemu, njegovom vanbračnom sinu. 
Opisuje se i obitelj Rostov, među kojima je i živahna kćerka Nataša koja je iz hira obećala da će se udati za Borisa, te njen brat Nikolaj, u kojeg je zaljubljena Julija Kuraginova.
U Lisim Gorama živi stari knez Bolkonski s kćerkom, knjeginjicom Marjom. On je prevrtljiv starac.
Stari Bolkonski razgovara sa sinom Andrejom o ratnom planu, prema kojem bi rusko-švedsko-austrijska koalicija trebala napasti francuske snage kroz Pomorje i Hannover, s istoka. Andrej odlazi boriti se u ratu, smatrajući da ga njegova trudna supruga Liza samo "sputava" u životu. I Nikolaj odlazi u rat.
Nakon stjecanja bogatstva, neugledni i debeljuškasti Pjer odjednom postaje miljenik žena. Knez Vasilije Kuragin uspijeva ga nagovoriti da se oženi za njegovu kćerku Helenu. Pjer prihvaća, iako shvati da stupa u brak neiskreno.
Vasilije Kuragin pokušava oženiti i svojeg sina, ženskara Anatola, za kćerku starog Bolkonskog, Marju, no ta je ružna pa Anatol radije ima aferu sa sluškinjom, Francuskinjom Bourienne. Marja potom odluči postati hodočasnica.
Na fronti se Rusi i Austrijanci bore protiv francuske vojske: logorovanje u Braunau, bitka kod Kremsa, uzmak prema Schöngrabenu. Rusku vojsku vodi zapovjednik Mihail Kutuzov. Jednom prilikom Nikolaj je ispričao Borisu kako je doživio bitku.
Kao vojni glasnik, Andrej odsjeda kod ruskog diplomata Bilibina, gdje doznaje da je francuska vojska osvojila Beč. Nikolaj je ranjen u borbi. Kod Olomouca Andrej ugleda cara Aleksandra I. te ostaje ushićen susretom. Bitka kod Austerlitza dovodi do konačnog poraza ruske vojske, dok je Andrej teško ranjen na Pracenskom brdu te, ležeći na podu, razmišlja o smislu života gledajući oblake.

### Druga knjiga
Razdoblje od 1806. do 1812. Nikolaj Rostov dolazi s Denisovom kući, u Moskvu, na dopust. Nataša je stasala u lijepu djevojku. Istodobno, Pjer stalno čuje glasine kako ga Helena vara s kockarom Dolohovom. Na jednom ručku, nakon što ga Dolohov naizgled provocira, Pjer ga izazove na dvoboj. U dvoboju, Dolohov je ranjen. Nakon toga, Pjer raskida s Helenom i odlazi u Petrograd, shvaćajući kako je cijeli dvoboj bio besmislen.
Vraća se i Andrej u Lisim Gorama, te se ražalosti kada otkriva da je Liza umrla kada mu je rodila sina, Nikoluška, u njegovoj odsutnosti. Nakon toga, odluči izbjegavati rat.
Nikolaj je postao ađutant moskovskog generalgubernatora te se druži s Dolohovom. Nikolaj očijuka sa Sonjom, a kod Jogelja se organizira veliki ples. Denisov tamo pleše Mazurku. 
Ipak, idila se urušava kada Nikolaj u kartanju s Dolohovom gubi 43 tisuće, a otac mu obećaje isplatiti dug. Denisov zaprosi Natašu, ali ga ona odbija nakon savjetovanja s majkom. Denisov i Nikolaj odlaze u puk. Na putu u Petrograd, Pjer sretne masona koji ga uvuče u svoju ložu objašnjenjem da im je cilj "moralno usavršavanje ljudi". Pjer se nakon toga miri s Helenom te putuje na svoje imanje na jug, u Kijev, kako bi oslobodio seljake od kmetstva.
Boris u međuvremenu napreduje u vojsci druženjem s pravim ljudima. Stari Bolkonski je pak imenovan jednim od glavnih zapovjednika narodne obrane, dok je Andrej postao član povjerenstva za sastavljanje vojnih propisa. U naselju Bogučarevo ponovno sreće Pjera, gdje imaju dugu raspravu o smislenosti masona, Boga i života općenito.
U međuvremenu, nakon bitke kod Friedlanda, Napoleon i Aleksandar I. su se sastali kako bi pregovarali, ali bez uspjeha.
Andrej u proljeće 1809. odlazi na imanje u Rjazanjskoj oblasti te razmišlja o svojem životu, uspoređujući ga sa starim hrastom. Jedne noći, dok je bio na imanju Rostovljevih, slučajno je čuo razgovor Nataše i Sonje te je ostao šarmiran. Nezadovoljan masonstvom, Pjer odlazi u Petrograd, u koji se preselila i obitelj Rostovljevih iz Moskve. Berg zaprosi Veru i ženi se njome, dok Nataša ponovno flertuje s Borisom. Na dvorskom balu, primijeti ju i Andrej. S vremenom, njih dvoje se sve češće sastaju. Na kraju, Andrej odlazi u Lise Gore kako bi dobio očev pristanak da se oženi Natašom, no stari Bolkonski joj nije naklonjen i moli ga da odgodi vjenčanje za godinu dana. Andrej i Nataša na kraju objave ljubav jedno drugome, no ona je razočarana što mora čekati godinu dana dok se on ne vrati iz inozemstva.
Nikolaj se kani oženiti za siromašnu Sonju, iako su se roditelji nadali da će se oženiti za bogatu Juliju. Stoga se Boris udvara Juliji. Istodobno, francusko-ruski odnosi postaju sve gori i očekuje se novi rat.
Rostovljevi se vraćaju u Moskvu i nastanjuju kod Ahrosimove. Tijekom posjeta operi, Nataša nailazi na Heleninog brata, Anatola, koji joj se udvara. On ju poljubi i počne joj slati pisma. On joj predlaže brak i bijeg, što zgrozi Sonju kada joj Nataša sve ispriča. Naime, Nataša kao da je potpuno zaboravila na zaruke s Andrejom i, bez da je ikome rekla, odlučila pobjeći u nepoznato s Anatolom, koji je pak već oženjen. Nataša šalje pismo Marji u kojem raskida s Andrejom. Anatol pokuša oteti Natašu, ali bez uspjeha. Sonja zamoli Pjera za savjet, koji ga protjera iz Moskve te mu se ponovno zgadi Helena, Anatolova sestra. Napokon, vraća s Andrej iz inozemstva a Pjer ga pokušava nagovoriti da dadne Nataši još jednu priliku. Nataša se kaje i moli Pjera da prenese Andreju njen oprost. Pri povratku, Pjer na noćnom nebu primijeti komet.

### Treća knjiga
Napoleonove snage prelaze Njemen i upadaju u Rusiju 12. lipnja 1812. Francuska vojska ima i do 400.000 vojnika. Car Aleksandar I. ga moli da se povuče, no bez uspjeha. Ruski izaslanik Balašev razgovara s Napoleonom u francuskom taboru te naslučuje da je rat neizbježan. Istodobno, Andrej traga za Anatolom kako bi ga izazvao na dvoboj. Kada čuje vijest da se je ovaj unovačen, i Andrej se pridružuje vojsci. S Kutuzovom odlazi u Bukurešt (tada još Turska) te se vraća u Rusiju kada čuje da je izbio rat s Napoleonovom vojskom. Andrej je u Zapadnoj armiji te usput svrati u Lise Gore gdje se posvađa s ocem. Stari Bolkonski nekoliko tjedana kasnije teško se razboli i umire. Nikolaj Rostov sudjeluje u bitci kod Ostrovne, u kojoj se ruska vojska povlači nakon poraza.
Za to vrijeme, u Moskvi, Pjeru je jedan mason govorio o Apokalipsi Ivana apostola i o tome kako je Napoleon možda antikrist. Pjer je pokušao Napoleonovo ime pretvoriti u brojeve prema židovskom pisanju brojeva da vidi bi li dobio broj 666, međutim ta je metoda neprecizna jer Pjer otkriva da čak i njegovo ime može polučiti taj broj. 15-godišnji Petja prestraši Rostovljeve kada otkrije da se želi pridružiti vojsci u obrani zemlje.
Francuska vojska brzo napreduje po Rusiji. Ruske vlasti naređuju stanovnicima evakuaciju iz gradova u koje stiže Napoleon. Zapovjednici Barclay de Tolly i Kutuzov imaju različite poglede na obrambenu strategiju. Pada Smolensk. Nikolaj i Iljin stižu u Lise Gore pa u Bogučarovo, gdje su se seljaci - pridobiveni francuskim laskavim obećanjima o slobodi i zlatnim brdima - odbili evakuirati te nisu čak ni dopustili svojoj gospodarici, Marji Bolkonslkoj, napuštanje imanja. Nikolaj intervenira te uhiti pobunjenike, time spašavajući Marju. Između njih se rađa ljubav, ali oboje to drže za sebe.  
Odigrava se bitka za Borodino koja završava francuskom strateškom pobjedom, nakon teških gubitaka. Andrej je teško ranjen i evakuiran u bolnicu, gdje sretne također ranjenog Anatola koji vrišti od boli. U Moskvi vlada panika dok general-gubernator Rastopčin piše letke u kojima poziva građane mir i domoljublje. Pjer slučajno primijeti kako je ljutita rulja napala nekog čovjeka na ulici samo zato što je Francuz. I sam Pjer odlazi u vojsku.
Napoleon već smišlja planove kako će se milostivo ponašati s Moskovljanima, smatrajući da će Rusija izgubiti rat čim zauzme Moskvu. Helena se pak spetljala s nekim imućnim "mladim stranim princom" te prelazi na katoličku vjeru. Kada Pjer pročita njeno pismo, smrkne mu se te nestaje iz svoje kuće. Teška srca, Kutuzov naređuje evakuaciju grada. Rostovljevi 1. rujna 1812. napuštaju Moskvu te velikodušno ostavljaju vrijedne stvari kako bi ustupili kola ranjenicima, ne znajući da je među njima i Andrej. Iz kočije, Nataša primijeti Pjera na ulici, koji ostaje kako bi izvršio atentat na Napoleona. Rastopčin naređuje puštanje zarobljenika iz zatvora, izuzev izdajice Vereščagina kojeg predaje ljutitoj rulji koja ga ubija.
Dne 14. rujna, Napoleon ulazi u Moskvu te ostaje zapanjen kada umjesto 300.000 stanovnika nailazi na prazan grad sa samo par tisuća ljudi. Smiješta se u Kremlj. Francuske jedinice pljačkaju kuće a onda izbija požar, vjerojatno nemarom kada su se vojnici htjeli ugrijati. Pjer spasi život francuskom vojniku Ramballu te popriča s njim na francuskom. Rostovljevi prespavaju u Mitiščima te vide rumenilo požara u Moskvi. Nataša saznaje da je Andrej među ranjenicima te ga moli za oprost. On ju i dalje voli. Pjer, lutajući ulicama, spasi život djevojčici od požara te ju krene voditi natrag njenoj obitelji. Kada primijeti francuskog vojnika kako želi opljačkati lijepu Armenku, intervenira, ali ga uhiti vojska.

### Četvrta knjiga
Nikolaj putuje u Voronež kako bi kupio konje za diviziju, te tamo pleše kod gubernatora i upoznaje lijepe djevojke.
Pjer je ratni zarobljenik ali odbija reći svoje pravo prezime. Kako bi ga prestrašili, vojnici ga vode da gleda strijeljanje zarobljenika na Djevojačkom polju. U zatvoru, Pjer upoznaje prostodušnog Platona Karatajeva s kojim osjeti neku bliskost i unutarnji mir.
Marja putuje u Jaroslavlj gdje se nalaze Rostovljevi. Tamo Nataša njeguje bolesnog Andreja. Nakon nekog vremena, ovaj umire od posljedica ranjavanja.
Ruska je vojska planirala napad na Napoleonovog zapovjednika Murata u zoru 17. listopada, ali je Kutuzov naišao na nespremnu vojsku u taboru: većina je spavala, nijedan top nije bio napunjen, konji su bili neosedlani a generali nisu bili na svojem mjestu. Glavna krivnja svaljena je na prvu osobu koja je naišla na feldmaršala, pukovnika Ajhena.
Usprkos tome što je imao dosta zaliha u gradu, Napoleon nije odlučio napraviti utvrdu u Moskvu i zadržati je preko zime u očekivanju ruske protuofenzive. Suočen s masovnim kaosom, nedisciplinom vojnika, partizanskim napadima, požarom, dolaskom hladnijeg vremena i nestašice ljudi, francuska vojska krenula u bijeg iz Moskve prema ranijem uporištu, u Smolensk pa u Njemen. Među njima su i zarobljenici Pjer i Platon.
Ruska vojska je promatrala francusku, ali je Kutuzov izdao naredbu da se ne napada jer je radije čekao da se neprijatelj raspadne sam od sebe bez borbe. Francuski vojnici nemaju čizme iako stiže val hladnoće, dok je sve manje hrane, zbog čega je sve više dezertera. Od 73.000 ljudi francuske vojske, ne računajući gardu, ostalo je nakon uzmaka od Moskve do Vjazme 36.000. ne očekujući neprijatelja naprijed već iza sebe, vojska je bježala otegnuvši se i odvojivši jedni od drugih katkad i po 24 sata razmaka.
Denisov i Dolohvljev sudjeluju u partizanskom ratovanju. Sudjeluje i Petja Rostov, koji pak pogiba. U jednom takvom napadu, oslobađaju ratne zarobljenike, među njima i Pjera, no Platon je već prije umro. Rostovljevi saznaju da je Petja umro, što ih shrva. Kutuzov je nakon odlaska Napoleona obavio svoju dužnost te je sve više marginaliziran. Niti caru nije više potreban. Kutuzov je umirovljen te umire.
Moskva se obnavlja – nakon tjedan dana, u gradu je već bilo 15.000 stanovnika, nakon dva tjedna 25.000 a pred jesen 1813. je dosegnut broj koji premašuje stanovništvo prije rata - a Pjer je ponovno našao duševni mir. Pošto je Helena umrla, on priznaje Marji da je oduvijek potajno volio Natašu. Nakon nekoliko mjeseci tugovanja nad Andrejom, Nataša također prizna da se zaljubila u Pjer. Njih dvoje stupaju u brak 1813. te dobivaju četvero djece do 1820.: tri kćeri i jednog sina, Petju. Nikolaj je nakon rata bio u velikim dugovima koje je nasljedio od oca. Međutim, oženio se za bogatu Marju te je tako uspio srediti obiteljsko imovinsko stanje, te se preselio u Lise Gore. 
Nataša napomene Pjeru da se jedino povremeno svađaju zbog njegovog čestog putovanja u Petrograd kako bi otvorio i sudjelovao u nekom društvu. On joj ispriča kako sve njegova misao u tome da ako se pokvareni ljudi udruže i postanu silu, onda se i pošteni ljudi trebaju isto tako udružiti. Nataša mu ispriča kako je dadilja preuzela Petju a on je zažmirio kao da se igra skrivača.

### Epilog
Razmišljanja i filozofski stavovi o povijesti i slobodnoj volji, te kako oboje vodi neka nepoznata sila.
Rasprava kako povijest zakazuje jer ne može obuhvatiti cijeli jedan narod kroz neko razdoblje, te je stoga više samo povijest vladara, slikara i poznatih ličnosti a manje jedna sveobuhvatna slika ljudskog stanja. Što su ljudi na nižem stupnju umnog razvitka – kao što je dijete ili luđak – onda znajući uzroke njihovih djela može se primijetiti velik dio nužnosti i tako malo slobode da se može predvidjeti njihov postupak, čim se zna uzrok koji treba izazvati djelo.
| » | Ja dižem ruku i spuštam je. Moj mi se čin čini slobodan; ali kad se pitam: jesam li mogao dići ruku u svakom pravcu – uviđam da sam digao ruku u onom pravcu kojemu je za taj čin bilo najmanje zapreka, i u tijelima oko mene, i u građi moga tijela...Da bi moj čin bio slobodan, prijeko je potrebno da ne naiđe ni na kakve zapreke. Da bismo zamislili čovjeka slobodna, moramo ga zamisliti izvan prostora, što je očito nemoguće. | « |
|   | |   |

Svijest kaže da je ono samo i sve što postoji samo je ono, prema tome svijest obuhvaća i prostor, te je i izvan uzroka svakom ispoljavanju svoga života. Knjiga završava rečenicom da je nužno odreći se iluzije slobode koje smo svjesni, i priznati zavisnost vanjskih faktora koju ne osjećamo.

## Likovi

### Bezuhovi
- Kiril Vladimirovič Bezuhov - Pjerov imućni otac
- Pjer Kirilovič Bezuhov - glavni protagonist romana
- Helena Kuragina (Bezuhova) - Pjerova prva supruga
- Nataša Rostova (Bezuhova) - Pjerova druga supruga

### Rostovljevi
- Ilja Andrejevič Rostov - otac
- Natalija Rostova - njegova supruga
- Vera Iljinična Rostova - najstarija kćerka
- Nikolaj Iljič Rostov - stariji sin
- Nataša Iljinična Rostov - mlađa kćerka, glavna junakinja romana
- Petar (Petja) Iljič Rostov - najmlađe dijete
- Sonja - usvojena

### Bolkonski
- Nikolaj Andrejevič Bolkonski - otac kneza Andreja
- Andrej Nikolajevič Bolkonski - drugi glavni junak romana
- Marja Nikolajevna Bolkonska - Andrejina sestra
- Liza - Andrejina pokojna supruga, majka malog Nikolaja
- Nikolaj Andrejevič Bolkonski - sin kneza Andreje, koji je dobio ime po djedu

### Kuragini
- Vasilije Kuragin - glava porodice
- Helena Vasiljevna Kuragina - Pjerova prva supruga
- Anatol Vasiljevič Kuragin - ženskar koji zavodi Natašu
- Hipolit Vasiljevič Kuragin - drugi sin kneza Vasilija
- Aljina Kuragina - supruga kneza Vasilija

## Analiza i utjecaj
Rat i mir je ujedinio Tolstojeve postupke analitičara, psihologa, povjesničara - tema čovjeka stopljenog s povijesti - i filozofa. Autor se služio povijesnim izvorima - zbog čega su opisi i strategija zaraćenih strana iznimno detaljni i uvjerljivi, gotovo dokumentarni, a katkad iz perspektive jednog lika kako bi se činili što izvorniji - a opisuje se razdoblje u kojem se stvarala ruska nacionalna svijest, te je spojio stvarne ličnosti - Napoleon, Kutuzov - s fiktivnim likovima. Pojedini dijalozi francuskih zapovjednika zapisani su u izvornom francuskom jeziku. Roman započinje konvencionalno da bi završio filozofskim zaključkom o ulozi čovjeka u povijesti te zakonitosti nekih događaja.
Tolstoj oblikuje i intimne ljudske osjećaje, a dva ženska lika - Nataša i Marja - su posebno dobro profilirani. Društveni pomaci i promjene stavljeni su u priču kako bi naglasili i mijene u privatnom životu protagonista Andreja, Pjera, Nataše i Marje (religijske nedoumice, ljubavni problemi, samoaktualizacija...) dok su Kuragin, Berg i Ana Pavlovna zaostali u ustaljenom licemjerju. Rat je jedan od glavnih uzroka drastičnih promjena glavnih likova. Prema nekim mišljenjima, Tolstoj je stvorio novi tip "velikog romana" koji je uvelike utjecao na druge književnike diljem svijeta, roman prostora i vremena (roman-epopeja) koji je totalitet osobnog i povijesnog.
Roman je također domoljuban, slavi hrabrost plemstva, naglašava obiteljske vrijednosti, pretpostavlja da se mora boriti kako bi se osigurao opstanak patrijarhalnoga statusa quo u miru, te je također naveo kako bi pravednost i pravedni društveni sustav, sa svim političkim značenjima povezanim uz njega, morali biti cilj "aktivne vrline" koja nadahnjuje najbolje ljude u Rusiji.
George Orwell, koji inače nije osobito uvažavao Tolstoja, je volio roman te izjavio da se njegovi likovi doimaju toliko stvarnima da bi "vrlo rado neprekidno čitao o njihovim dogodovštinama."
Paul Vitanyi je usporedio Tolstojeva razmišljanja o utjecaju milijuna ljudi i slučajnih interakcija na razvoj povijesti s pokušajem matematičkog analiziranja društva.

## Nastanak
Rat i mir je jedan od najdužih romana ikada napisanih, iako nije najduži. Trenutno je sedmi najduži roman napisan na latinici ili ćirilici te je podijeljen na četiri knjige koje se pak sastoje od nekoliko poglavlja. 
Tolstoj je isprva roman planirao nazvati samo 1805., međutim promijenio je mišljenje kada je pročitao La Guerre et la Paix (Rat i mir) koji je napisao Pierre Joseph Proudhon. Također je sudjelovao u Krimskom ratu te je već imao iskustva s pisanjem kratkih priča o ratu. Priču je pisao u godinama kada se oženio i skrasio na jednom imanju. Djela Arthura Schopenhauera i Aleksandra Hercena su ga nadahnula prilikom smišljanja likova i priče. Navodno je lik Petra Rostova skrojio prema ponašanju svoga oca.
Tolstoj je u romanu Napoleona prikazao poput neučinkovitog egomana, cara Aleksandra I. poput ispraznog demagoga kojeg jedino brine kako će povjesničari pisati o njemu a Kutuzova poput strpljivog i mudrog starca koji razumije ograničenja ljudske volje i planiranja. Posebno je zanimljivo što su ratne scene prikazane kao čisti kaos jer generali misle da mogu predvidjeti tijek djelovanja bitke, ali su one rezultat milijuna različitih prilika. Time se rat uzima kao simbol za život, gdje nijedan model ne može obuhvatiti beskrajne složenosti ljudskog ponašanja. Smrt Andreja Bolkonskog smatra se jednom od najdojmljivijih u ruskoj književnosti. Pjer pak na kraju otkriva tolstojevsku istinu - da se mudrost ne nalazi u sustavima, nego u običnim procesima svakodnevnog života.
Dugački eseji koji počinju u drugoj polovici romana satiriziraju pokušaj povijesne naracije i povijesnih zakonitosti. Prema Tolstoju, povijest nema smjer te stoga ne može imati niti obrasce. Uzroci raznih povijesnih zbivanja su uvijek nedokučivi i nejasni, te ih stoga, po Tolstoju, povjesničari ne mogu objasniti. Povijest se ne sastoji od odluke jednog pojedinca, već od sume bezbroj malih odluka malih ljudi, čija su djelovanja odveć nebitna da bi bila dokumentirana. Jedna od autorovih najkontroverznijih filozofija je upravo ta, vjera u učinkovitost običnog te besmislenost uspostavljanja sustava, što je u potpunoj suprotnosti s filozofima njegovog vremena.
Tolstoj je time stvorio novu vrstu 'romana svijesti', sposobnost da istodobno ima "božanstvenu" perspektivu nad događajima i intimni pogled njegovih junaka. Zahvaljujući epskoj prirodi priče, pokazao se majstorom tog novog stila romana u 19. stoljeću.

## Vanjske poveznice
|  | Zajednički poslužitelj ima još gradiva o temi War and Peace |

- Online izadnje knjige
- Recenzija romana
- Rat i mir u režiji Tomaža Pandura: Tolstoj bitan i danas  Arhivirana inačica izvorne stranice od 5. veljače 2012. (Wayback Machine) Novi list
- Čak 125 poznatih autora odabralo najbolje knjige i spisatelje 19. i 20. stoljeća Index.hr